# Myllokunmingia
Genre
Espèce

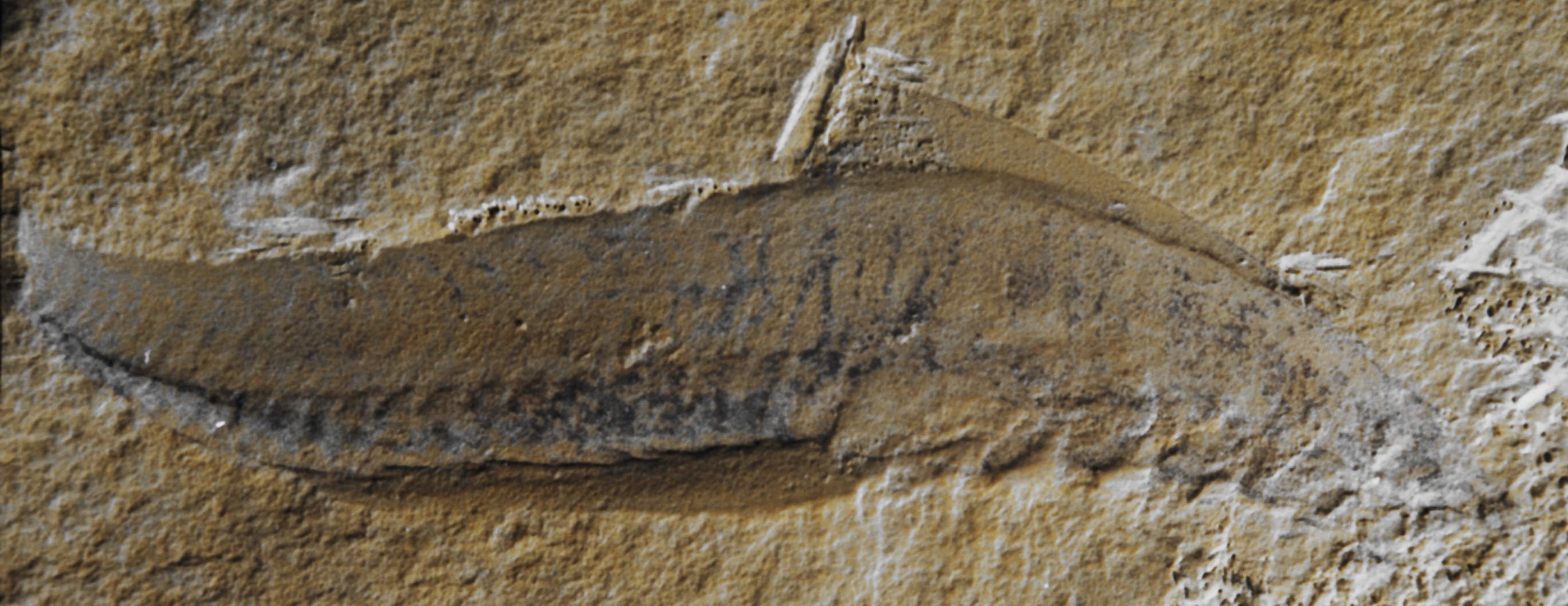
Fossile de Myllokunmingia fengjiaoa.

Myllokummingia fengjiaoa est une espèce éteinte de poissons marins, la seule du genre Myllokummingia. 

## Description
C'est un poisson primitif du Cambrien inférieur, de petite taille (28 mm de long), dont les fossiles ont été retrouvés dans les schistes de Maotianshan en Chine (524 millions d'années).
Considéré comme l'un des premiers vertébrés, l'animal ressemblait quelque peu à la myxine, un poisson agnathe moderne.
Myllokunmingia semble avoir possédé un crâne et des structures de squelette faites de cartilage, tout comme la lamproie. Il n'y a aucun signe de biominéralisation dans les éléments du squelette.

## Histoire
Des fossiles de poissons primitifs découverts en Chine ont été rapportés et décrits en 2013, en même temps que Pikaia était réanalysée par le paléontologue britannique Simon Conway Morris, qui l’a décrit comme le premier vertébré et l'ancêtre de tous les poissons,.